# د. بون
د. بون (بالإنجليزية: D. Boon)‏ هو كاتب أغاني ومغن مؤلف وعازف قيثارة أمريكي، ولد في 1 أبريل 1958 في سان بدروس ‏ في الولايات المتحدة، وتوفي في 22 ديسمبر 1985 في توسان في الولايات المتحدة.

## وصلات خارجية
- د. بون على موقع IMDb (الإنجليزية)
- د. بون على موقع ميوزك برينز (الإنجليزية)
- د. بون على موقع أول ميوزيك (الإنجليزية)
- د. بون على موقع ديسكوغز (الإنجليزية)
- د. بون على موقع قاعدة بيانات الفيلم (الإنجليزية)